# Tetraperone
Tetraperone es un género monotípico de plantas fanerógamas perteneciente a la familia de las asteráceas. Su única especie Tetraperone bellioides es originaria de Cuba.

## Taxonomía
Tetraperone bellioides fue descrita por (Griseb.) Urb.   y publicado en Symbolae Antillanae seu Fundamenta Florae Indiae Occidentalis 2(3): 462. 1901.
Sinonimia
- Pinillosia bellioides Griseb. basónimo